# Matthias Baltes
Matthias Baltes, né le 13 avril 1940 à Bardenberg et mort le 21 janvier 2003 à Münster est un professeur universitaire de philologie classique allemand. Ses travaux de recherche ont porté surtout sur le platonisme.

## Biographie
Il effectue ses études secondaires jusqu'à l'Abitur au gymnase Kaiser-Karls d'Aix-la-Chapelle, puis des études de philologie classique, de philosophie et d'histoire à l'université Johannes-Gutenberg de Mayence sous la direction de Walter Marg et occasionnellement à l'université de Berne avec comme enseignant Willy Theiler. Il obtient son doctorat en 1968 à Mayence, avec une thèse consacrée à l'ouvrage Sur la nature du cosmos et de l'âme (Über die Natur des Kosmos und der Seele) du pseudo-Timée de Locres. Il est ensuite assistant de recherche à l'université de Westphalie Wilhelms de Münster. Il obtient son habilitation en 1974 avec un ouvrage en deux volumes : L'Origine du Monde du Timée de Platon selon les interprétations de l'Antiquité (Die Weltentstehung des Platonischen Timaios nach den antiken Interpreten). De 1977 à sa mort, il est professeur adjoint à Münster.
Son projet le plus vaste a été la collection  « Le platonisme dans l'Antiquité », initiée par Heinrich Dörrie et qu'il reprend après la mort de ce dernier en 1983. Avec Annemarie Dörrie et un élève de Heinrich Dörrie, Friedhelm Mann, Matthias Baltes poursuit le travail afin que le premier volume paraisse en 1987. Cinq autres volumes suivent à intervalles réguliers, jusqu'en 2002. Baltes est également l'auteur d'un grand nombre d'essais, d'articles et de critiques.

## l'Academia Platonica Septima Monasteriensis
En octobre 1999, Baltes a fonde, en latinisant son nom, la Septième Académie platonicienne de Münster (Academia Platonica Septima Monasteriensis avec de nombreux universitaires de toute l'Europe (dont Barbara Aland, Jens Halfwassen et Thomas Leinkauf ). Cette institution ne se consacre pas aux écrits de Platon lui-même, mais à ceux de ses interprètes, les Platoniciens de l'Antiquité à la Renaissance. Le but de l'académie est de promouvoir l'étude des textes platoniciens.

## Œuvres (sélection)
- (de) Timaios Lokros, Über die Natur des Kosmos und der Seele, Leiden 1972.
- (de) Die Weltentstehung des Platonischen Timaios nach den antiken Interpreten, 2 Bde., Leiden 1976/78. (= Philosophia antiqua, Bde. 30, 35).
- (de) Dianoemata. Kleine Schriften zu Platon und zum Platonismus, Stuttgart 1999.
- (de) Marius Victorinus. Zur Philosophie in seinen Schriften, Leipzig 2002.
- (de) Der Platonismus in der Antike, 6 volumes, Stuttgart 1987–2002.

## Sources
- Cristina D'Ancona : In memoriam Matthias Baltes 1940-2003. Dans: Elenchos 24, 2003, pp. 5-7.
- Franco Ferrari: Matthias Baltes en mémoire. Dans: Méthexis 16, 2003, p. 97-98.
- (de) Marie-Luise Lakmann, « Matthias Baltes », dans Biographisch-Bibliographisches Kirchenlexikon (BBKL), vol. 28, Nordhausen, 2007 (ISBN 978-3-88309-413-7, lire en ligne), colonnes 85-89 (Article sur Internet Archive au 13 juin 2007)